# Гуличи (Калужская область)
Гуличи — деревня в Куйбышевском районе Калужской области России. Входит в состав сельского поселения «Село Бутчино».

## история
В 1677 году под названием Гулча — вотчинная деревня брянского Петровского монастыря в составе Хвощенской волости Брянского уезда: 60 крестьянин в 12 дворах.
В 1782 году описывалась как расположенная по обеим сторонам речки Псовки и вместе с деревнями Лужница, Синявка и Ивашковичи находилась во владении экономического ведомства.
После реформы 1861 года вошла в Бутчинскую волость Жиздринского уезда.
В 1913 году в деревне имелась церковно-приходская школа.

## Население
По данным на 1859 год в деревне насчитывалось 62 двора и 519 жителей.
В конце 1870-х — 77 дворов и 544 жителя. Согласно переписи 1897 года — 709 жителей, все православные.
В 1913 году — 1150 жителей.
| 2002 | 2010 |
| ---- | ---- |
| 79   | ↘36  |